# Powiat Vsetín
Powiat Vsetín (czes. Okres Vsetín) – powiat w Czechach, w kraju zlińskim. Jego siedziba znajduje się w mieście Vsetín. Powierzchnia powiatu wynosi 1 143,07 km², zamieszkuje go 146 127 osób (gęstość zaludnienia wynosi 127,85 mieszkańców na 1 km²). Powiat ten liczy 59 miejscowości, w tym 6 miast. Stanowi główną część regionu historyczno-etnograficznego, zwanego Wołoszczyzną Morawską.
Od 1 stycznia 2003 powiaty nie są już jednostką podziału administracyjnego Czech. Podział na powiaty zachowały jednak sądy, policja i niektóre inne urzędy państwowe. Został on również zachowany dla celów statystycznych.

## Miejscowości powiatu Vsetín
Pogrubioną czcionką wyróżniono miasta: 

Branky - Bystřička - Dolní Bečva - Francova Lhota - Halenkov - Horní Bečva - Horní Lideč - Hošťálková - Hovězí - Huslenky - Hutisko-Solanec - Choryně - Jablůnka - Janová - Jarcová - Karolinka - Kateřinice - Kelč - Kladeruby - Kunovice - Lačnov - Leskovec - Lešná - Lhota u Vsetína - Lidečko - Liptál - Loučka - Lužná - Malá Bystřice - Mikulůvka - Nový Hrozenkov - Oznice - Podolí - Police - Pozděchov - Prlov - Prostřední Bečva - Pržno - Ratiboř - Rožnov pod Radhoštěm - Růžďka - Seninka - Střelná - Střítež nad Bečvou - Študlov - Ústí - Valašská Bystřice - Valašská Polanka - Valašská Senice - Valašské Meziříčí - Valašské Příkazy - Velká Lhota - Velké Karlovice - Vidče - Vigantice - Vsetín - Zašová - Zděchov - Zubří

## Struktura powierzchni
Według danych z 31 grudnia 2003 powiat ma obszar 1 143,07 km², w tym:
- użytki rolne - 35,68%, w tym 38,93% gruntów ornych
- inne - 64,32%, w tym 83,75% lasów
- liczba gospodarstw rolnych: 1970

## Demografia
Dane z 31 grudnia 2003:
| Opis        | Ogółem  | Kobiety       | Mężczyźni     |
| ----------- | ------- | ------------- | ------------- |
| populacja   | 146 127 | 74 622 51,07% | 71 505 48,93% |
| średni wiek | 38,5    | 40,22         | 37,26         |

- gęstość zaludnienia: 127,85 mieszk./km²
- 57,65% ludności powiatu mieszka w miastach.

## Zatrudnienie
| Mieszkańcy ze stałym zatrudnieniem | 34 380       |
| Średnia pensja miesięczna          | 14 905 koron |
| Bezrobotni                         | 9 130        |
| Stopa bezrobocia                   | 12,13%       |

## Szkolnictwo
W powiecie Vsetín działają:
| Rodzaj szkoły                   | Liczba szkół |
| ------------------------------- | ------------ |
| Przedszkola                     | 75           |
| Szkoły podstawowe               | 65           |
| Gimnazja                        | 3            |
| Szkoły średnie techniczne       | 10           |
| Szkoły średnie ogólnokształcące | 9            |
| Szkoły wyższe                   | 2            |

## Służba zdrowia
| Lekarze                               | 412 |
| Szpitale                              | 4   |
| Specjalistyczne ośrodki terapeutyczne | 4   |
| Gabinety dentystyczne                 | 82  |
| Apteki                                | 25  |